# Lingua sinyar
La lingua sinyar (conosciuta anche come Shamya, Shamyan, Shemya, Sinya, Symiarta, Taar Shamyan, Zimirra) è la lingua parlata dal popolo Sinyar. 
Appartiene alla famiglia linguistica nilo-sahariana, ramo Lingue sudaniche centrali, parlata in Ciad ed anticamente nel Darfur (Sudan).